# カラオケ戦隊声優ジャー
「カラオケ戦隊声優ジャー」は、日本の声優ユニット。「超☆汐留パラダイス!」から誕生したユニットである。

## 概要
2015年、日本テレビの夏イベントである「超☆汐留パラダイス!-2015SUMMER-」のステージイベントの限定ユニットとして誕生。
2017年、熊本地震、九州北部豪雨など被災した地域が元気を取り戻すために、「今、自分たちにできることは背伸びせず、等身大の自分たちの歌声でファンと一体となり支援ではなく応援することだ」という考えのもと、徳井青空と前田玲奈が幹事としてメンバーを集め、正式なユニットとして結成。同年10月7日のファーストライブ「カラオケ戦隊声優ジャー in九州2017」が福岡ファッションビルFFBホールで開催。災害に見舞われた九州地方を歌で勇気づけられればという意図から、この会場でのライブとなった。また、売り上げの一部をチャリティーに充てており、義援金が熊本県と福岡県に寄付された。

## メンバー
| 氏名     | 読み          | 所属                       | 出身地   | イメージカラー |
| -------- | ------------- | -------------------------- | -------- | -------------- |
| 徳井青空 | とくい そら   | エイベックス・ピクチャーズ | 千葉県   | ■赤            |
| 前田玲奈 | まえだ れな   | ステイラック               | 福岡県   | ■青            |
| 青木志貴 | あおき しき   | 三木プロダクション         | 富山県   | ■黒            |
| 佐武宇綺 | さたけ うき   | レプロエンタテインメント   | 東京都   | ■白            |
| 北川里奈 | やまきた りな | 三木プロダクション         | 神奈川県 | ■黄            |
| 横山智佐 | よこやま ちさ | フリーランス               | 東京都   | ■ピンク        |

## イベント
| #     | 開催日         | サブタイトル               | 開催場所                                          | 出演メンバー                                                                     | ゲスト                       |
| ----- | -------------- | -------------------------- | ------------------------------------------------- | -------------------------------------------------------------------------------- | ---------------------------- |
| 第1回 | 2015年8月26日  | 夏の最後の想い出SP         | 汐留・日本テレビ 1F大屋根広場特設ステージ         | 横山智佐、寺崎裕香、徳井青空、久保ユリカ、前田玲奈、北川里奈                     |                              |
| 第2回 | 2015年12月26日 | もう一つのクリスマスSP     | 汐留・日本テレビ B2Fゼロスタ広場 螺旋階段ステージ | 横山智佐、平野綾、寺崎裕香、安野希世乃、前田玲奈、佐武宇綺、北川里奈             |                              |
| 第3回 | 2016年8月13日  | コミケの帰りに寄ってねSP   | 汐留・日本テレビ 1F大屋根広場特設ステージ         | 横山智佐、寺崎裕香、徳井青空、久保ユリカ、前田玲奈、佐武宇綺、北川里奈、青木志貴 |                              |
| 第4回 | 2017年8月11日  | 重大発表しちゃうぞSP       | 汐留・日本テレビ 1F大屋根広場特設ステージ         | 徳井青空、前田玲奈、青木志貴、佐武宇綺、北川里奈、横山智佐                       | 芹澤優、山田高弘             |
| 第5回 | 2017年10月7日  | in九州2017                 | 福岡ファッションビル（8F） FFBホール              | 徳井青空、前田玲奈、青木志貴、佐武宇綺、北川里奈、横山智佐                       | 山村響、久保田未夢、森口博子 |
| 第6回 | 2017年12月15日 | サンタが汐留にやってきたSP | 汐留・日本テレビ B2Fゼロスタ広場 特設ステージ     | 徳井青空、前田玲奈、青木志貴、佐武宇綺                                           |                              |
| 第7回 | 2018年8月18日  | ありがとう平成スペシャル!  | 汐留・日本テレビ 汐パラ特設ステージ               | 徳井青空、前田玲奈、青木志貴                                                     | 久保ユリカ、潘めぐみ         |
| 第8回 | 2019年8月4日   | なんだかんだで8回目SP      | 汐留・日本テレビ 汐パラ特設ステージ               | 徳井⻘空、前田玲奈、佐武宇綺                                                     | 芹澤優                       |